# Saint-Denis-de-Villenette

Saint-Denis-de-Villenette este o comună în departamentul Orne, Franța. În 1 ianuarie 2018 avea o populație de 144 de locuitori.